# Teremtsi
Teremtsi fue un antiguo asentamiento de Ucrania, desalojado como consecuencia del accidente de Chernóbil de 1986. Está situado entre los ríos Dniéper y Prípiat, al norte del embalse de Kiev (Raión de Ivankiv).
Antes del accidente Teremtsi contaba con 463 habitantes, una escuela secundaria, un club y una biblioteca. A pesar de estar dentro de la zona de alienación, el pueblo está relativamente limpio. Según el censo de 2010, 34 personas viven aquí.